# José Esteban Lasala
José Esteban Lasala (Almería, 25 de noviembre de 1935-Madrid, 4 de diciembre de 2007) fue un productor, director y guionista español. Escribió además numerosos artículos acerca de la Historia de la cinematografía, y fue director de la revista Cine Nuevo y codirector de la revista Primer Plano. Fue además secretario de la Comisión encargada de la selección de las películas españolas candidatas a los premios Óscar a la mejor película extranjera, antes de la creación de la Academia española de Cinematografía. Fue, de hecho, quien seleccionó la película Volver a empezar de José Luis Garci, que luego ganó el premio. Entre las películas que produjo se encuentra Ópera prima del director Fernando Trueba.

## Biografía
José Esteban Lasala estudió Ingeniería Naval en la Escuela Técnica Superior de Ingeniería Naval en Madrid. En 1965 ―a los 29 años― ingresó en la Escuela Oficial de Cinematografía donde se graduó como guionista (1969) y producción (1975). Amplió sus estudios en la Universidad de Cambridge (en Estados Unidos). Durante este periodo de formación, trabajó como segundo asistente al director, escritor de diálogos adicionales, letrista y traductor en películas como El hombre de Toledo, Las Leandras o El precio de un hombre.
Dirigió el Centro de Servicios para la Cultura Cinemátográfica (1987-1996), un centro para la conservación y distribución de clásicos y fue secretario general de la «Asociación para el Fomento del Cine Luis Buñuel».

## Filmografía

### Productor
- 1974: Zobel - Un tema
- 1974: Módulo ’74
- 1974: Lola, Paz y yo
- 1975: En un París imaginario
- 1976: Semana Santa en Cuenca
- 1976: Rodar en Madrid
- 1977: Tigres de papel
- 1978: Ese ser extraño
- 1978: A mi querida mamá
- 1978: Chillida
- 1979: Una tía que sale un ratito al final
- 1979: El globero
- 1980: La otra cara de Payasín
- 1980: La mano negra
- 1980: Ópera prima
- 1983: Scherzo ciudadano
- 1984: Epílogo
- 1984: La línea del cielo
- 1985: L'obra de Gaudí - Parque Güell
- 1985: Claustro románico de Silos
- 1985: Acueducto de Segovia
- 1985: El caballero del dragón
- 1995: Adiós Naboelk

### Director
- 1974: Zobel - Un tema.
- 1974: Módulo ’74.
- 1976: Rodar en Madrid.
- 1978: Ese ser extraño.
- 1978: Chillida.
- 1980: La otra cara de Payasín.
- 1984: Palacios árabes.
- 1985: Claustro románico de Silos.
- 1985: Acueducto de Segovia.

### Guionista
- 1974: Módulo ’74 (argumento y guion).
- 1978: Ese ser extraño (guion).
- 1978: Chillida (argumento).

- Datos: Q5939514